# Amyna annulata
Amyna annulata är en fjärilsart som beskrevs av Fabricius 1794. Amyna annulata ingår i släktet Amyna och familjen nattflyn. Inga underarter finns listade i Catalogue of Life.